# Venados FC

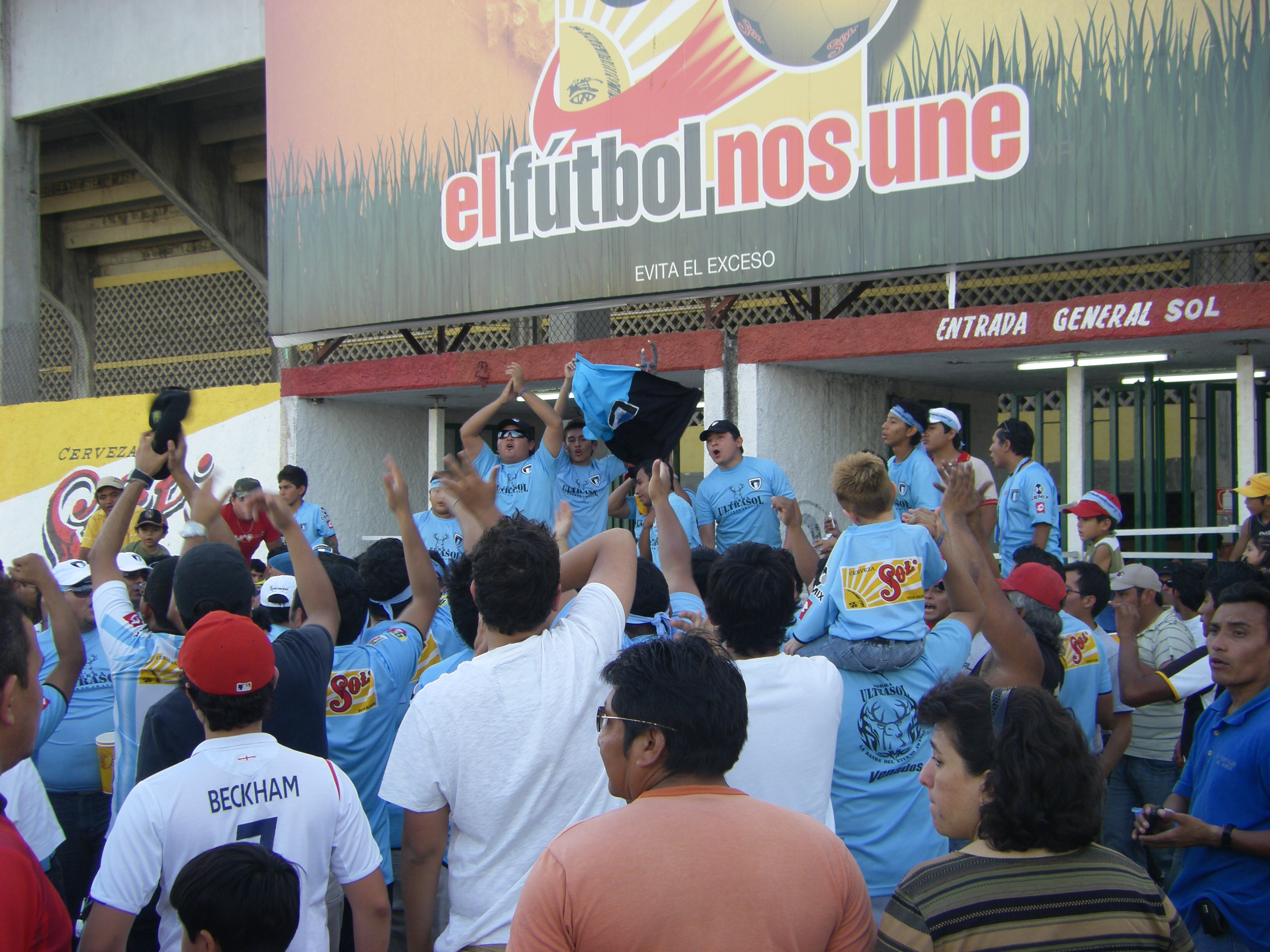
Feiernde Fans des Mérida FC
(2009) vor dem Stadion

Der Venados Fútbol Club, bis 2015 Mérida Fútbol Club, ist ein mexikanischer Fußballverein mit Sitz in Mérida, der Hauptstadt des Bundesstaates Yucatán.

## Geschichte
Nach der finanziell bedingten Auflösung des finanziell kollabierten CD Atlético Yucatán, der in den Jahren 1989 und 1999 immerhin die Aufstiegsspiele zur Primera División erreicht hatte, stand Mérida ohne Profifußballverein da. Diese unbefriedigende Situation rief die Brüder Arturo und Mauricio Millet Reyes auf den Plan. Die Unternehmer holten umgehend nach dem Bankrott von Atlético Yucatán die Mannschaft von Nacional Tijuana nach Mérida, um aus ihr den Venados del Mérida Fútbol Club als legitimen Nachfolger der verschwundenen Atlético Venados de Yucatán zu formen. Die Gründung erfolgte 2003.
Der Mérida FC absolvierte die Spielzeiten 2003/04 und 2004/05 in der Primera División 'A', geriet aber ebenfalls in finanzielle Schwierigkeiten und veräußerte seine Zweitligalizenz für die Saison 2005/06 an den CD Irapuato. Der Club selbst aber blieb erhalten und spielte fortan in der Primera Fuerza de Yucatán, einer hiesigen Amateurliga.
Seit der Saison 2008/09 spielt der Verein erneut in der zweiten Liga. Die Rückkehr in den Profifußball wurde ermöglicht durch einen Kooperationsvertrag mit dem Club Monarcas Morelia, der sein B-Team nach Mérida verpflanzte, wo es jetzt unter der Bezeichnung Mérida FC als Filialteam der Monarcas agiert. Der Verein gewann die Clausura 2009 und scheiterte in den Aufstiegsspielen zur ersten Liga nur knapp gegen den Sieger der Apertura 2008. Nach einer 1:2-Niederlage beim Querétaro FC gewann Mérida das Rückspiel auf eigenem Platz mit 1:0, verlor aber das anschließende Elfmeterschießen mit 4:5. Somit scheiterte 2009 auch der dritte Versuch nach 1989 und 1999, erstmals Erstligafußball in den Bundesstaat Yucatán zu bringen.

## Erfolge
- Meister der Primera División 'A': Clausura 2009

## Historische Logos des Mérida FC

Logo (2003–2011)
Logo (2011–2015)